# Letzte Worte
Unter den letzten Worten versteht man das, was ein Mensch im Angesicht seines Todes der Nachwelt hinterlässt. Sie werden seit Jahrtausenden von verschiedenen Völkern für bewahrenswert erachtet. Obwohl sie nicht immer zweifelsfrei verbürgt sind, haben doch einige ihren Weg in den Sprichwortschatz und das Gedächtnis der Welt gefunden. Auch in der bildenden und darstellenden Kunst sowie in Literatur und Musik spielen sie eine große, mitunter tragende Rolle.
Es gibt drei Arten von letzten Worten im engeren Sinne:
1. Vor dem natürlichen Tod: Weil sich der Tod meist längere Zeit ankündigt, können die letzten Worte wohldurchdacht sein (Beispiele: Berrigan und Luther). Auch eher zufällige letzte Worte sind möglich (Beispiele: Goethe und Schiller).
2. Vor dem plötzlichen Tod: Tritt das Ende sehr plötzlich ein, bleibt keine Zeit zu ausgefeilten Monologen. Bei Mord oder Herzinfarkt kann man oft nur zufällige letzte Worte beobachten (Beispiele: Caesar und Kennedy).
3. Vor der Hinrichtung: Stehen Verurteilte vor dem Galgen, der Guillotine oder dem Erschießungskommando, kann man mit gut überlegten letzten Worten rechnen. Dies kann die Beteuerung der Unschuld, eine Bekräftigung der eigenen Auffassung, Galgenhumor oder auch ein Fluch, eine Drohung oder Warnung an die Richtenden sein (Beispiele: Ferrer oder Robert Blum).

Im weiteren Sinne versteht man auch Folgendes unter letzten Worten:
1. Abschiedsbriefe: Zum Suizid wird häufig ein Abschiedsbrief hinterlassen, in dem auch Motive geschildert sein können (Beispiele: Nicolas Chamfort und Dalida).
2. Letzte überlieferte Worte: Sind keine letzten Worte im engeren Sinne bekannt, werden mitunter andere Überbleibsel zitiert, zum Beispiel die letzte Eintragung im Tagebuch der Anne Frank, letzte Briefe von Soldaten nach Hause oder von Widerstandskämpfern aus dem Gefängnis (Julius Fučík), letzte Aufzeichnungen von Forschungsreisenden (Robert F. Scott), Grabinschriften oder Testamente („letzter Wille“, Beispiel: Francis Bacon).

Von eigener Hand schriftlich fixierte Worte haben den Vorteil, dass sie verifizierbar sind. Man muss nur das Schriftstück prüfen und beweisen, dass es authentisch und das letzte ist. Bei mündlich überlieferten letzten Worten ist dagegen schwerer zu entscheiden, ob die Überlieferung zuverlässig ist.
Letzte Worte können für deren Urheber auch das Ziel haben, sich für die Nachwelt zu inszenieren, zu stilisieren oder eine Bilanz zu ziehen.

## Geschichte
Schon die frühen Hochkulturen zeichneten die letzten Worte bedeutender Persönlichkeiten auf. In der griechischen Mythologie hatten Sterbende die Gabe der Prophetie. So weissagte der sterbende Patroklos seinem Bezwinger Hektor in der Ilias den baldigen Tod. Auch die letzten Worte einiger griechischer Philosophen sind bekannt (Anaxagoras, Archimedes, Epikur, Plotin, Sokrates) und Sueton überlieferte in seinen Büchern über die ersten zwölf römischen Kaiser immerhin fünf letzte Worte (von Augustus, Caesar, Galba, Nero und Vespasian). Aber nicht nur in der westlichen Kultur hatten und haben die letzten Äußerungen Gewicht. Auch die chinesischen und indischen Völker hinterließen einige. Als Beispiele seien Zhuangzi und Buddha erwähnt.

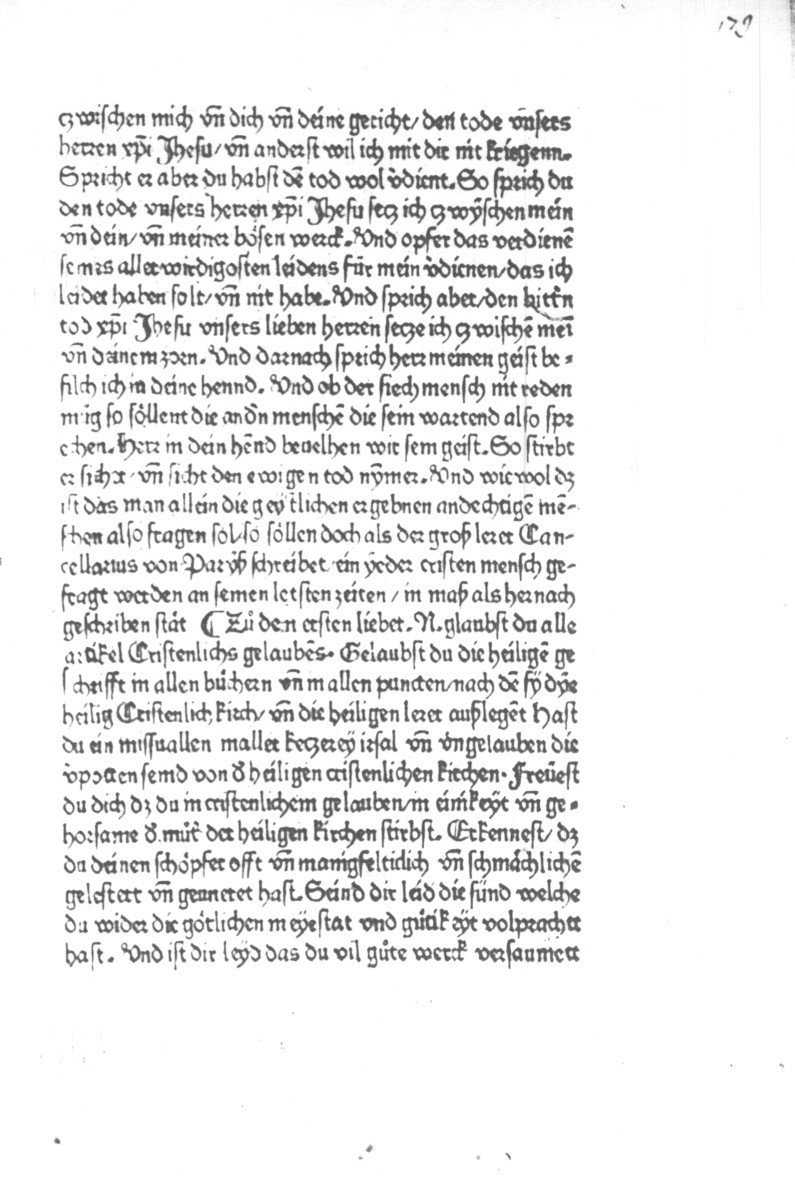
Deutsche ars moriendi aus dem Jahr 1476. In der neunten Zeile stehen die für Christen vorgeschriebenen letzten Worte: „herr meinen geist befilch ich in deine hennd.“

Mit dem Aufkommen des Christentums wurden die letzten Worte vieler Märtyrer als Zeugnisse der Standhaftigkeit im Glauben bis in den Tod aufgezeichnet. Die Aufzeichnung erfolgte jedoch oft erst Generationen nach dem Tod und diente bestimmten Absichten, zum Beispiel der Begründung einer Heiligsprechung oder der Schaffung eines moralisch nachahmenswerten Vorbildes, so dass bei solcher Überlieferung Zweifel begründet sein können. Am Ende des Mittelalters entstanden unter dem Eindruck der damals grassierenden Seuchen und der Angst vor einem unvorbereiteten Tod (Schutzheiliger: Christophorus) so genannte Artes moriendi. Diese lehrten die Kunst, nach dem Vorbild Christi zu sterben. So sollten auch die letzten Worte an seine letzten Worte angelehnt sein: „Herr, in deine Hände befehle ich meinen Geist.“ An diese Worte hielten sich unter anderem Luther und Kolumbus.
Es gab aber auch persönlich gefasste letzte Worte, die dann ihrerseits als beispielgebend betrachtet werden konnten. So äußerte Michel de Montaigne 1595 den Wunsch nach einem Kompendium letzter Worte:
„Et n'est rien dequoy je m'informe si volontiers, que de la mort des hommes: quelle parole, quel visage, quelle contenance ils y ont eu: ny endroit des histoires, que je remarque si attentifvement… Si j'estoy faiseur de livres, je feroy un registre commenté des morts diverses.“
(„Nach nichts erkundige ich mich eingehender als danach, wie ein Mensch gestorben sei: mit welchen Worten, welchem Gesicht und welcher Haltung; und in den Geschichtsbüchern gibt es keine andere Stelle, der ich eine solche Aufmerksamkeit widme … Wenn ich ein Bücherschreiber wäre, legte ich ein kommentiertes Register der verschiedenartigen Tode an.“)
Im 17. Jahrhundert entstanden erste Sammlungen letzter Worte, allerdings zunächst noch sehr spezialisiert auf Märtyrer als gute und Verbrecher als schlechte Beispiele. Erst ab dem 19. Jahrhundert gab es dann allgemeinere Anthologien.
Im England des 18. und 19. Jahrhunderts war es üblich, dass Mörder auf dem Blutgerüst sogenannte dying declarations verlasen, die dann als Einblattdrucke verbreitet wurden. Diese Flugblätter folgten in der Regel einem bestimmten Schema und hatten nicht viel Individualität.
Thomas Alva Edison schuf 1877 seinen Phonographen, um Stimmen zu verewigen, nicht zuletzt auch die letzten Worte:
„For the purpose of the preserving the sayings, the voices and the last words of the dying member of the family – as of great men – the phonograph will unquestionably outrank the photograph.“
(Hervorhebung im Original, „Zum Zwecke der Bewahrung der Reden, der Stimmen und der letzten Worte von sterbenden Familienmitgliedern – wie von großen Männern – wird der Phonograph fraglos die Fotografie an Bedeutung übertreffen.“)
Noch im späten 19. Jahrhundert starb man meist zu Hause im Kreise seiner Familie, die die letzten Worte an die Öffentlichkeit weiterreichen konnte. Im 20. Jahrhundert verlagerte sich das Sterben aus der privaten Sphäre in das Krankenhaus, die Betreuung des Sterbenden geht von den Anverwandten über an technische Apparate und medizinisches Personal, sodass im Zuge der Entpersönlichung des Sterbevorgangs auch letzte Worte seltener vernommen und aufbewahrt werden.

## Japan

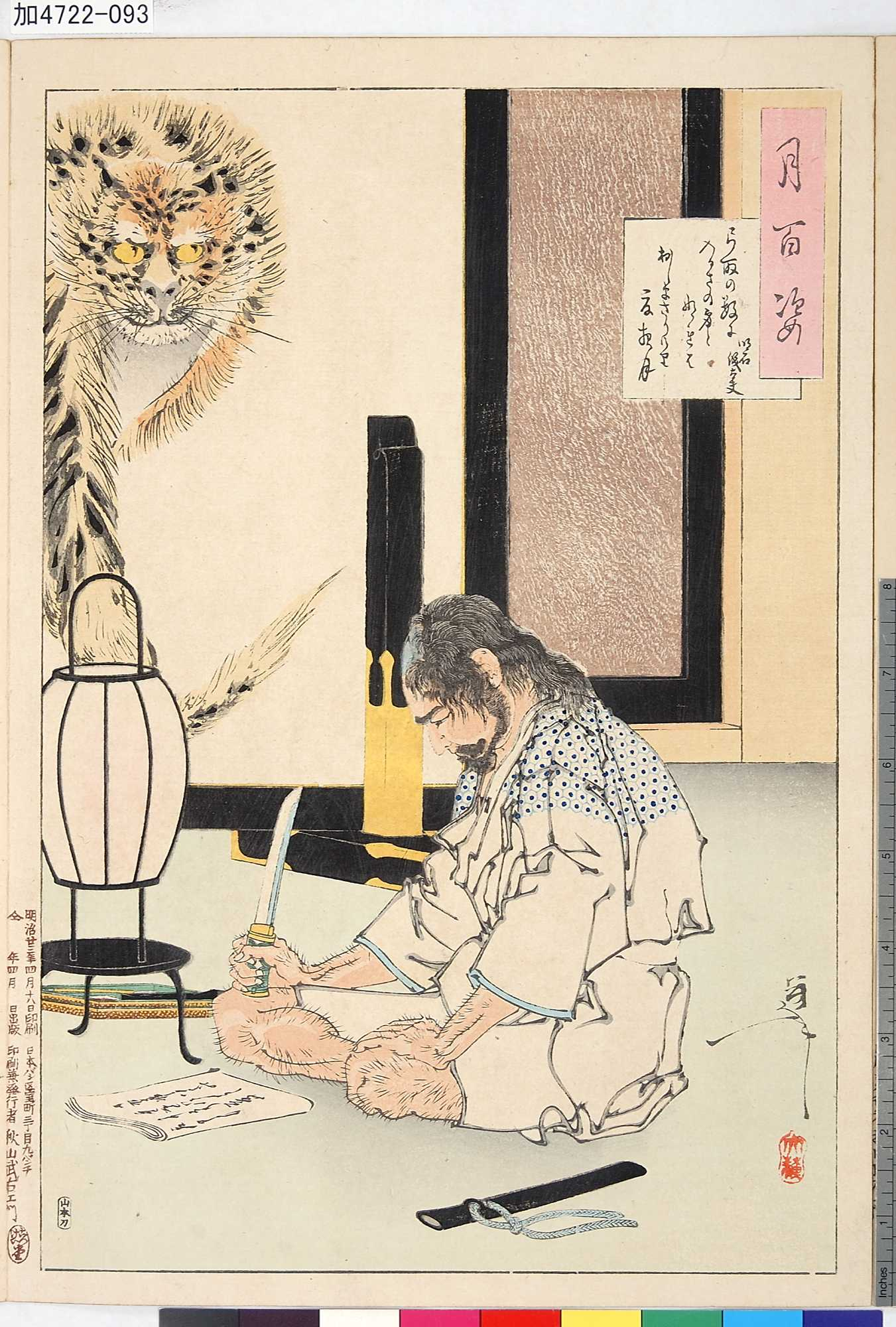
General Akashi Gidayu hat sein Todesgedicht vollendet (rechts oben abgebildet) und bereitet sich auf das Seppuku vor.

In Japan hat sich eine besondere Tradition der letzten Worte herausgebildet. Dort schreiben Sterbende selbst verfasste Todesgedichte nieder (jisei). In einigen Fällen teilen sie diese auch nur noch mündlich mit. Die ältesten überlieferten Sterbegedichte stammen aus Schriften des achten Jahrhunderts (Kojiki, Man’yōshū, Kokin-wakashū). Diese Tradition wird bis heute gepflegt, so hinterließen im Zweiten Weltkrieg die meisten japanischen Offiziere und viele Kamikaze-Flieger Todesgedichte.
Meist wurden sie in der Tanka-Form niedergeschrieben (31 Silben in fünf Zeilen in der Anordnung 5+7+5+7+7), seit dem 16. Jahrhundert auch als Haiku (Dreizeiler mit 5+7+5 Silben).
Bilder aus der Natur und den Jahreszeiten spielen in Sterbegedichten eine große Rolle. Als Symbole der Vergänglichkeit werden Blumen gewählt, die kaum erblüht wieder verwelken, oder Tau, der verdunstet, wenn die Sonne aufgeht. Weitere oft verwendete Motive sind Wolken und Berge, da sich die Japaner den Tod als Reise in die Berge, in den Himmel oder in die Wolken vorstellten. Auch der Mond als Symbol der Erleuchtung wird gerne verwendet.
Ōta Dōkan (siehe dort) und der buddhistische Mönch Saigyō schrieben ihre Todesgedichte als Tanka:
| Negawaku wa hana no shita nite haru shinamu sono kisaragi no mochizuki no koro | Ich möchte sterben im Frühjahr unter Kirschblüten, wenn der Frühlingsmond voll ist. |

Retsuzan (1789–1826) verwendete die Haiku-Form:
| Tsuyu no yo to satoru sono yo o nezame kana | In der Nacht, als ich verstand, dass dies eine Welt des Taus ist, erwachte ich aus meinem Schlaf. |

Mit der Welt des Taus ist die Welt der Menschen gemeint: vergänglich wie ein Traum, aus dem man erwacht und sich im Reinen Land im Westen, also im buddhistischen Paradies, wiederfindet. Als letztes Beispiel das Todesgedicht des Uko (1686–1743):
| Yuku kumo ni made tsuredatan hototogisu | Wohin die Wolken ziehen, dorthin nimm mich mit, Kuckuck. |

Eine Schreibweise des hototogisu (Gackelkuckuck, lat. Cuculus poliocephalus) besteht aus den chinesischen Schriftzeichen „Zeit“ und „Vogel“. Der „Zeitvogel“ ist in der Dichtung oft Todesbote.

## Redewendungen
Bis ins 17. Jahrhundert hinein verstand man unter dem Sterbenswort noch das „Wort eines Sterbenden“, eben die letzten Worte. Ab dem 18. Jahrhundert wird es nur noch redensartlich verwendet, meist in negativen Wendungen: „kein Sterbenswörtchen sagen“ als Synonym für „gar nichts sagen“.
Der Wendung "Berühmte letzte Worte" wird wörtlich auch als ernste Ermahnung eingesetzt, etwa: "A: Kein Problem, ich habe nur eine Kleinigkeit geändert (und nicht mehr geprüft). B: Berühmte letzte Worte."

## Schwarzer Humor
Schwarzer Humor ist ein Genre von Witzen, deren Pointe erst durch Weiterdenken erschlossen werden muss, nutzt die Konsequenz des unmittelbar auf die Rede folgenden Tods: "Ich kenn' mich aus, es ist immer der rote Draht."

## Hörfunk
- Erich Klein: Letzte Worte - das Finale in der Literatur, Langversion eines Beitrags der Ö1 Sendereihe Diagonal, 20. Juni 2020[5]